# Kleine Beer (kinderboek)
Kleine Beer is het eerste deel van de kinderboekenserie Kleine Beer, die werd uitgegeven door Uitgeverij Ploegsma. Het boek is  van de Deense-Amerikaanse schrijfster Else Holmelund Minarik en verscheen in 1957.

## Verhaal
Het eerste verhaaltje heet Wat zal Kleine Beer aantrekken? Kleine Beer is met zijn moeder thuis en wil buiten gaan spelen. Hij vraagt zich af wat hij moet aantrekken en krijgt van Mama Beer een warme muts. Eenmaal buiten, heeft hij het nog steeds koud en hij gaat weer naar binnen, om warmere kleding te vragen. Hij krijgt een jas. Even later heeft hij het weer koud. Eenmaal binnen krijgt hij een broek. Als hij nogmaals koukleumend binnenkomt, legt Mama Beer hem uit dat hij een beertje is, en dus al beschikt over een vacht. Kleine Beer trekt alles uit en gaat buiten spelen. Hij heeft het niet meer koud.
Het tweede verhaaltje heet Kleine Beer is jarig. Kleine Beer is alleen thuis - juist op zijn verjaardag - en omdat Mama Beer er niet is, besluit hij soep te koken voor de verjaardagsgasten. Dan  komt de eerste gast, Kip. Hij krijgt een bordje soep. Daarna komen Eend en Poes ook nog op bezoek. Allemaal krijgen ze een bordje soep. Dan komt Mama Beer binnen met de taart. Ze is de verjaardag van Kleine Beer niet vergeten.